# Stare Miasto (Breslavia)
Stare Miasto (in lingua ceca Staré Město, letteralmente città vecchia) è uno dei cinque quartieri amministrativi della città di Breslavia, in Polonia. Situata a sud del fiume Oder, la città vecchia di Breslavia racchiude la maggior parte dei monumenti e delle attrazioni turistiche cittadini, nonostante le dimensioni: esso è infatti il quartiere meno esteso di Breslavia.
| Controllo di autorità | VIAF (EN) 145596391 · LCCN (EN) n98001957 · J9U (EN, HE) 987007535779005171 |